# Jamie Shackleton
Jamie Shackleton, né le 8 octobre 1999 à Leeds en Angleterre, est un footballeur anglais qui évolue au poste de milieu central au Sheffield United.

## Biographie

### Leeds United
Né à Leeds en Angleterre, Jamie Shackleton est formé par le club de sa ville natale, le Leeds United, dont il rejoint le centre de formation en 2006. En octobre 2016 le directeur de l'académie du club, Neil Redfearn décrit Shackleton comme l'un des joueurs les plus prometteurs du centre de Leeds United. Le 4 juillet 2017 Jamie signe son premier contrat professionnel pour le club, d'une durée de deux ans.
Le 8 mai 2018 Shackleton est retenu dans la liste des joueurs de l'équipe première pour une tournée de matchs amicaux en Birmanie. Il obtient son numéro en juillet 2018, optant pour le 46, preuve de son intégration progressive à l'équipe première. C'est le 11 août 2018, lors de la deuxième journée de la saison 2018-2019 de Championship face à Derby County qu'il fait sa première apparition en professionnel, lancé par son coach Marcelo Bielsa. Ce jour-là il entre en jeu  la place de Mateusz Klich et son équipe s'impose sur le score de quatre buts à un. Le 13 août 2018, deux jours après ses débuts en professionnel, Shackleton prolonge son contrat avec Leeds de trois saisons.
Il participe à la montée du club en première division, Leeds étant sacré champion à l'issue de la saison 2019-2020.
En août 2020 il prolonge son contrat jusqu'en juin 2024. Shackleton joue son premier match de Premier League le 12 septembre 2020, lors de la première journée de la saison 2020-2021 face au Liverpool FC, à Anfield. Il entre en jeu à la place de Mateusz Klich lors de cette rencontre perdue par les siens (4-3). Le 2 novembre 2020, Shackleton connait sa première titularisation en Premier League contre Leicester City. Son équipe s'incline par quatre buts à un ce jour-là.

### Millwall FC
Le 19 juillet 2022, Jamie Shackleton est prêté pour une saison au Millwall FC.

### Retour à Leeds
Jamie Shackleton fait son retour à Leeds United après une saison en prêt du côté du Millwall FC. Il retrouve une équipe qui vient d'être relégué en deuxième division.

### Sheffield United
Le 4 juillet 2024, Jamie Shackleton rejoint Sheffield United. Il signe un contrat de trois ans, soit jusqu'en juin 2027.

### En sélection
Jamie Shackleton compte trois sélections avec l'équipe d'Angleterre des moins de 20 ans, toutes obtenues en 2019.

## Statistiques
| Saison                | Club                  | Championnat           | Championnat | Championnat | Coupe nationale | Coupe nationale | Coupe de la Ligue | Coupe de la Ligue | Total | Total |
| Saison                | Club                  | Division              | M.          | B.          | M.              | B.              | M.                | B.                | M.    | B.    |
| 2018-2019             | Leeds United          | Championship          | 21          | 0           | 1               | 0               | 2                 | 0                 | 24    | 0     |
| 2019-2020             | Leeds United          | Championship          | 22          | 2           | -               | -               | 2                 | 0                 | 24    | 2     |
| 2020-2021             | Leeds United          | Premier League        | 13          | 0           | 1               | 0               | 1                 | 0                 | 15    | 0     |
| 2021-2022             | Leeds United          | Premier League        | 14          | 0           | -               | -               | 2                 | 0                 | 16    | 0     |
| 2023-2024             | Leeds United          | Championship          | 9           | 0           | 1               | 0               | 2                 | 0                 | 12    | 0     |
| Sous-total            | Sous-total            | Sous-total            | 79          | 2           | 3               | 0               | 9                 | 0                 | 91    | 2     |
| 2022-2023             | Millwall FC (prêt)    | Championship          | 28          | 0           | 1               | 0               | -                 | -                 | 29    | 0     |
| Sous-total            | Sous-total            | Sous-total            | 28          | 0           | 1               | 0               | 0                 | 0                 | 29    | 0     |
| Total sur la carrière | Total sur la carrière | Total sur la carrière | 107         | 2           | 4               | 0               | 9                 | 0                 | 120   | 2     |

## Palmarès
Leeds United
- Championship
  - Champion en 2019-20